# Karl-Heinz Stempfle
Karl-Heinz Stempfle (* 22. Februar 1956 in Burgheim) ist ein ehemaliger deutscher Fußballspieler. Nach dem Ende seiner aktiven Laufbahn, während der er beim FC Augsburg und der SpVgg Fürth in der 2. Bundesliga spielte, war er als Trainer vornehmlich im schwäbischen Amateurfußball tätig.

## Sportlicher Werdegang
Stempfle begann mit dem Fußballspielen 1967 beim TSV Täfertingen, 1968 schloss er sich dem BC Augsburg an. Nach dessen Fusion mit den Fußballern von Schwaben Augsburg zum FC Augsburg im folgenden Jahr durchlief er dort die Jugendmannschaften und lief ab 1974 für die Amateurmannschaft des Klubs auf. Unter Max Merkel rückte er in der Winterpause der Zweitliga-Spielzeit 1976/77 in die Wettkampfmannschaft auf und debütierte im Januar 1977 anlässlich eines 1:1-Remis gegen die SpVgg Fürth an der Seite von Willi Hoffmann, Erich Steer, Georg Beichle und Wolfgang Haug im Profifußball. Dort avancierte er unter Merkels Nachfolger Werner Olk endgültig zum Stammspieler und bestritt in den folgenden beiden Spielzeiten – auch unter Olks Nachfolgern Heiner Schuhmann, Werner Sterzik und Hans Cieslarczyk – 73 der 76 möglichen Zweitligapartien. Hatte der Klub in der Spielzeit 1977/78 noch mit einem Punkt Vorsprung auf den 16. Tabellenplatz den Klassenerhalt geschafft, stieg die Mannschaft im Sommer 1979 in die Drittklassigkeit ab.
Nach dem Abstieg wechselte Stempfle innerhalb der 2. Bundesliga zur SpVgg Fürth. Hier stand er ebenfalls drei Spielzeiten in der zweithöchsten Spielklasse unter Vertrag. In seiner Debütsaison noch in 39 der 40 Saisonspiele auf dem Spielfeld, rückte er in den folgenden Spielzeiten mit 26 respektive 23 Ligaeinsätzen zunehmend ins zweite Glied. Daraufhin kehrte er 1982 nach Augsburg zurück und schloss sich Schwaben Augsburg in der Bayernliga an. 1983 zog er innerhalb der Liga zum TSV Eching weiter, ehe er ab 1984 beim TSV Königsbrunn seine Karriere ausklingen ließ. Ab 1991 war er für zwei Spielzeiten Spielertrainer beim Bezirksligisten DJK Lechhausen.
Nach dem Ende der aktiven Laufbahn war er ab 1993 Cheftrainer bei seiner vormaligen Spielstation TSV Königsbrunn. Von dort kehrte er 1996 zu Schwaben Augsburg zurück, wo er bis 2000 tätig war. Es folgte ab Januar 2001 ein einjähriger Aufenthalt beim SC Bubesheim, gefolgt von einem Engagement beim DJK Lechhausen zwischen November 2002 und April 2004. Anschließend war er ab Oktober 2005 für knapp ein Jahr beim TSV Landsberg tätig, zwischen Dezember 2007 und September 2008 trainierte er den SV Thierhaupten. Im Sommer 2009 übernahm er das Traineramt bei seinem Jugendverein TSV Täfertingen, 2013 stand er nochmals kurzzeitig beim SC Bubesheim an der Seitenlinie.